# Arab al-Samniyya
Arab al-Samniyya (arabiska: عرب السمنية), också Khirbat al-Suwwana, är en avfolkad palestinsk by i västra Galiléen som invaderades av Israel 1948. Byn låg i distriktet Acre i det brittiska Palestinamandatet 19,5 km nordöst om staden Acre. 1945 hade byn 200 invånare och arean var 1872 dunum.
Invånarna var i huvudsak bönder och jordbrukare. De odlade säd, fikon och oliver. Byn intogs av israeliska armén 31 oktober 1948. Hela byn förstördes så när som på en enda kvarvarande byggnad. 1950 uppfördes den judiska bosättningen Ya'ara på dess mark. 